# توسكيجي
توسكيجي (بالإنجليزية: Tuskegee)‏ هي مدينة أمريكية تقع في ولاية ألاباما.تبلغ مساحة هذه المدينة 40.7 (كم²)،ويبلغ عدد سكانها 11590 نسمة حسب إحصاء سنة 2010 م.

## التركيبة السكانية
حدّد مكتب تعداد الولايات المتحدة بيانات التركيبة السكانية لتوسكيجي في تعداد الولايات المتحدة. في ما يلي، التركيبة السكانية حسب تعدادي 2000 و2010.

### تعداد عام 2000
بلغ عدد سكان توسكيجي 11,846 نسمة بحسب تعداد عام 2000، وبلغ عدد الأسر 4,169 أسرة وعدد العائلات 2,326 عائلة مقيمة في المدينة. في حين سجلت الكثافة السكانية 279.4 نسمة لكل كيلومتر مربع (723.6/ميل2). وبلغ عدد الوحدات السكنية 5,101 وحدة بمتوسط كثافة قدره 120.3 لكل كيلومتر مربع (311.6/ميل2).
وتوزع التركيب العرقي للمدينة بنسبة 2.59% من البيض و95.48% من الأمريكيين الأفارقة و0.19% من الأمريكيين الأصليين و0.69% من الأمريكيين ذوي الأصول الآسيوية و0.01% من سكان جزر المحيط الهادئ و0.17% من الأعراق الأخرى و0.88% من عرقين مختلطين أو أكثر و0.68% من الهسبانيون أو اللاتينيون من أي عرق.
بلغ عدد الأسر 4,169 أسرة كانت نسبة 32.8% منها لديها أطفال تحت سن الثامنة عشر تعيش معهم، وبلغت نسبة الأزواج القاطنين مع بعضهم البعض 22.6% من أصل المجموع الكلي للأسر، ونسبة 29% من الأسر كان لديها معيلات من الإناث دون وجود شريك، بينما كانت نسبة 4.2% من الأسر لديها معيلون من الذكور دون وجود شريكة وكانت نسبة 44.2% من غير العائلات. تألفت نسبة 37.2% من أصل جميع الأسر من عدة أفراد يعيشون في نفس المنزل ونسبة 13.3% كانت تتألف من شخص يعيش بمفرده يبلغ من العمر 65 عاماً أو أكثر. وبلغ متوسط حجم الأسرة المعيشية 2.30، أما متوسط حجم العائلات فبلغ 3.06.
بلغ العمر الوسطي للسكان 26.4 عاماً. وكانت نسبة 22.3% من القاطنين تحت سن الثامنة عشر، وكانت نسبة 10.7% بين الثامنة عشر والرابعة والعشرين عاماً، ونسبة 19.2% كانت واقعةً في الفئة العمرية ما بين الخامسة والعشرين والرابعة والأربعين عاماً، ونسبة 16.4% كانت ما بين الخامسة والأربعين والرابعة والستين، ونسبة 12.4% كانت ضمن فئة الخامسة والستين عاماً فما فوق. يوجد لكل 100 أنثى 78.3 ذكر، ويوجد لكل 100 أنثى في الثامنة عشر من عمرها فما فوق 72.1 ذكر.
بلغ متوسط دخل الأسرة في المدينة 18,889 دولارًا، أما متوسط دخل العائلة فبلغ 26,862 دولارًا. وكان متوسط دخل الذكور 23,333 دولارًا مقابل 22,951 دولارًا للإناث. وسجل دخل الفرد الخاص بالمدينة 12,340 دولارًا. وكانت نسبة 30% من العائلات ونسبة 35.7% من السكان تحت خط الفقر، وكان من هؤلاء نسبة 44.5% تحت سن الثامنة عشر ونسبة 26.3% في الخامسة والستين من العمر وما فوق.

### تعداد عام 2010
بلغ عدد سكان توسكيجي 9,865 نسمة بحسب تعداد عام 2010، وبلغ عدد الأسر 3,749 أسرة وعدد العائلات 1,956 عائلة مقيمة في المدينة. في حين سجلت الكثافة السكانية 232.7 نسمة لكل كيلومتر مربع (602.7/ميل2). وبلغ عدد الوحدات السكنية 4,624 وحدة بمتوسط كثافة قدره 109.1 لكل كيلومتر مربع (282.6/ميل2).
وتوزع التركيب العرقي للمدينة بنسبة 1.94% من البيض و95.83% من الأمريكيين الأفارقة و0.08% من الأمريكيين الأصليين و0.51% من الأمريكيين ذوي الأصول الآسيوية و0.31% من الأعراق الأخرى و1.33% من عرقين مختلطين أو أكثر و1.28% من الهسبانيون أو اللاتينيون من أي عرق.
بلغ عدد الأسر 3,749 أسرة كانت نسبة 26.6% منها لديها أطفال تحت سن الثامنة عشر تعيش معهم، وبلغت نسبة الأزواج القاطنين مع بعضهم البعض 19% من أصل المجموع الكلي للأسر، ونسبة 28.6% من الأسر كان لديها معيلات من الإناث دون وجود شريك، بينما كانت نسبة 4.6% من الأسر لديها معيلون من الذكور دون وجود شريكة وكانت نسبة 47.8% من غير العائلات. تألفت نسبة 40.1% من أصل جميع الأسر من عدة أفراد يعيشون في نفس المنزل ونسبة 12.1% كانت تتألف من شخص يعيش بمفرده يبلغ من العمر 65 عاماً أو أكثر. وبلغ متوسط حجم الأسرة المعيشية 2.17، أما متوسط حجم العائلات فبلغ 2.96.
بلغ العمر الوسطي للسكان 27.7 عاماً. وكانت نسبة 18.5% من القاطنين تحت سن الثامنة عشر، وكانت نسبة 27.8% بين الثامنة عشر والرابعة والعشرين عاماً، ونسبة 18.9% كانت واقعةً في الفئة العمرية ما بين الخامسة والعشرين والرابعة والأربعين عاماً، ونسبة 21.7% كانت ما بين الخامسة والأربعين والرابعة والستين، ونسبة 13.1% كانت ضمن فئة الخامسة والستين عاماً فما فوق. وتوزع التركيب الجنسي للسكان بنسبة 44.1% ذكور و55.9% إناث.

## أعلام
- بوكر تي واشنطن
- فردريك أرثر برديجمان
- وينديل أو. بروت
- سادي بيترسون ديلاني
- جورج واشنطن كارفر
- ستانلي جاكسون
- كليفلاند أبوت
- لاينل ريتشي
- أجيونا أليكسس
- روزا باركس